# Tricalysia longituba
Tricalysia longituba är en måreväxtart som beskrevs av De Wild.. Tricalysia longituba ingår i släktet Tricalysia och familjen måreväxter.

## Underarter
Arten delas in i följande underarter:
- T. l. longituba
- T. l. richardsiae
- T. l. velutina